# 보트어
보트어(vađđaa ceeli, maa ceeli / vaďďa tšeeli, maatšeeli)는 러시아 상트페테르부르크 주변 지역인 잉그리아에서 보트인들이 쓰이는 말이다. 우랄어족 발트 핀어에 속하며, 가장 가까운 언어는 에스토니아어이다. 보트어는 소멸위기언어이며, 이코노미스트 지 2005년도 기사에 따르면 이 말을 쓰는 사람은 20명 정도만 남아 있다.

## 역사
보트어는 19세기에 이미 쇠퇴하기 시작했는데(1차 세계대전 무렵 사용인구는 약 1000명으로 추산된다.) 이 지역이 러시아령에 포함되면서 급격하게 사라지기 시작했다. 스탈린의 가혹한 통치와 전쟁으로 인해 보트어를 말하는 인구의 90%가 사라졌고, 남은 사람들도 보트인인 것을 숨기고 러시아인으로 동화되는 길을 택하였다. 보트어는 4종류의 방언으로 갈라져 있었는데, 그 중 둘은 19세기와 1960년대에 각각 소멸되었다.

## 음운

### 닿소리
|             |             | 순음 | 치음 | 권설음 | 연구개음 | 성문음 |
| ----------- | ----------- | ---- | ---- | ------ | -------- | ------ |
| 비음        | 비음        | m    | n̪    | ɳ      | ŋ        |        |
| 파열음      | 무성음      | p    | t̪    | ʈ      | k        |        |
| 파열음      | 유성음      | b    | d̪    | ɖ      | ɡ        |        |
| 마찰음      | 무성음      | f    | s̪    | ʂ      |          | h      |
| 마찰음      | 유성음      | v    | z̪    | ʐ      |          | ɦ      |
| 전동음      | 전동음      |      | r̪    |        |          |        |
| 설측 접근음 | 설측 접근음 |      | l̪    | ɭ      |          |        |

## 정서법
보트어를 적는 공식적인 정서법은 없고 사람마다 제각각이다. 문자도 키릴 문자, 로마자 양쪽이 제각각 쓰인다. 보트어 로마자 표기법은 다른 우랄어족 언어 표기법과 유사하다.

## 문법
교착어로서 단복수의 구별이 있고 16개의 격을 가지고 있다. 격이라는 용어를 쓰고 있으나, 인도유럽어의 격보다는 교착어의 토씨에 가깝다. 인도유럽-발트어인 라트비아어의 영향을 심하게 받은 리브어와 달리, 보트어는 우랄어의 특징을 많이 보존하고 있다. 러시아어의 차용어가 많이 들어왔으나, 음운이나 문법적 영향은 그리 많지 않다.
동사에는 여섯 종류의 시제, 3종의 법, 2종의 태가 있다.